# Good King Wenceslas

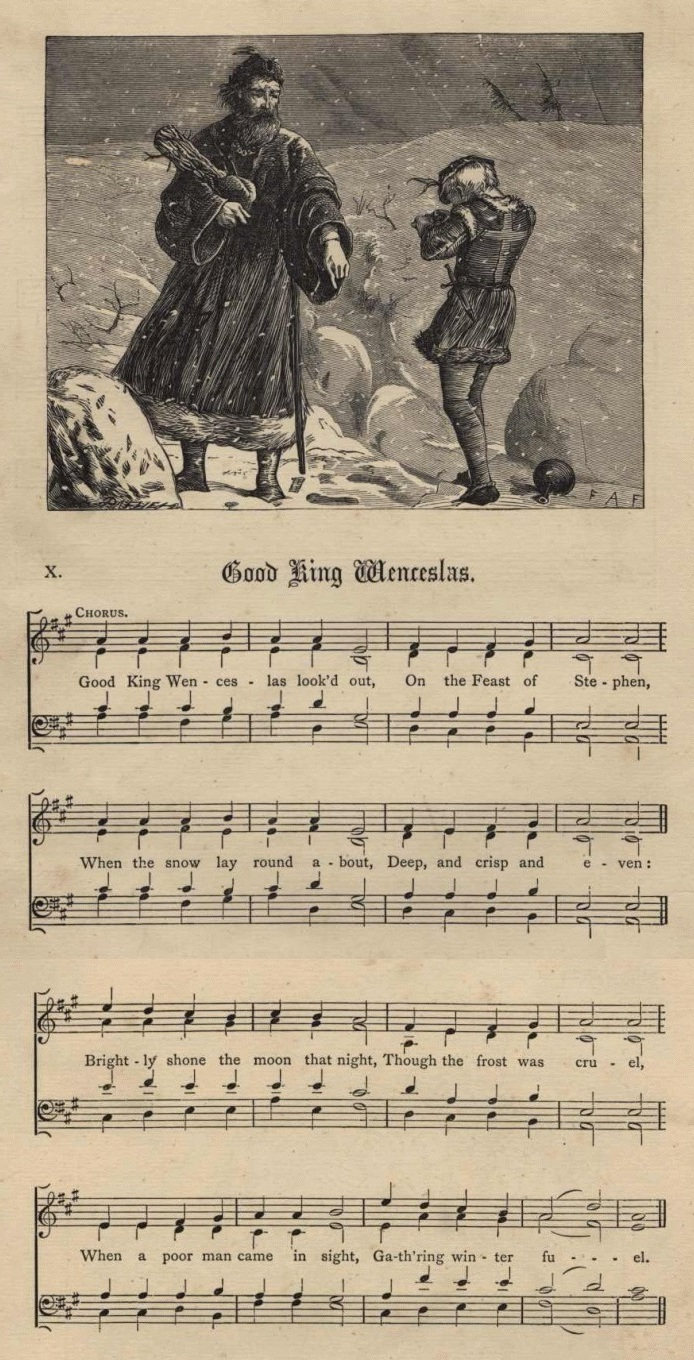
Lo spartito di Good King Wenceslas in Christmas Carols, New and Old (1879)

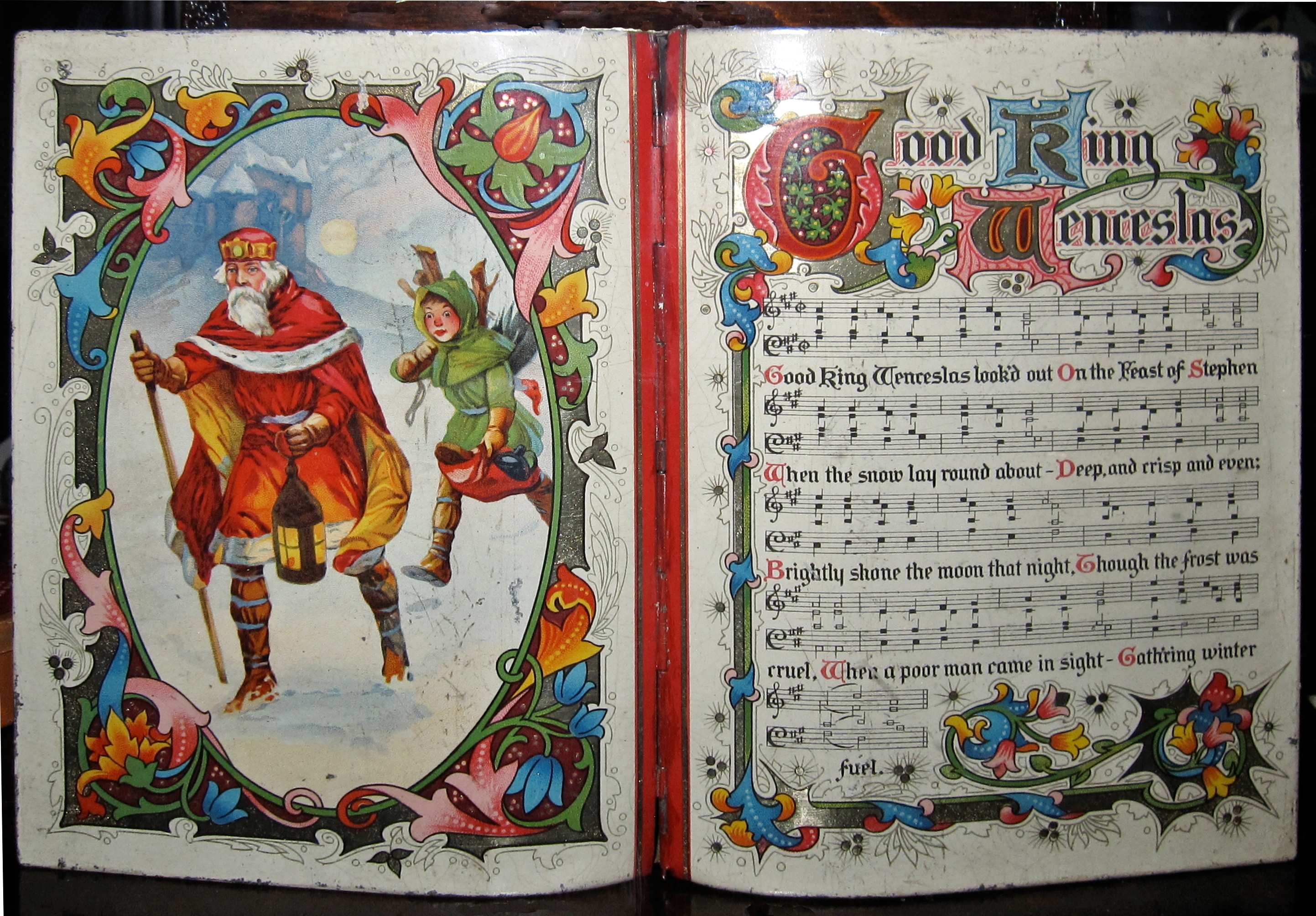
Lo spartito di Good King Wenceslas in un contenitore per biscotti del 1913, conservato al Victoria and Albert Museum

Good King Wencesla(u)s ("Buon re Venceslao") è una tradizionale carola natalizia per il giorno di Santo Stefano, il cui testo è stato scritto nel 1853 dal reverendo britannico John Mason Neale (1818-1866), che lo adattò alla melodia di Tempus adest floridum, un canto di primavera del XIII secolo, apparso nella raccolta finlandese del 1582 Piæ Cantiones.
Fu pubblicata per la prima volta nella raccolta, curata dallo stesso Neale e da Thomas Helmore, Carols for Christmas-Tide (1853), e fu arrangiata nel 1871 da John Stainer.
Il testo di Neale si ispira probabilmente ad una leggenda boema (forse tramandata oralmente) su Venceslao I (907 ca. – 935), santo patrono della Repubblica Ceca, che sarebbe stato famoso per la sua bontà e generosità (e questo sarebbe anche il legame con il giorno di Santo Stefano, che nei Paesi di lingua inglese è noto come il Boxing Day, il giorno dedicato alla carità).

La leggenda potrebbe essere stata fatta conoscere in Inghilterra dai soldati che avevano combattuto in Boemia nel corso della guerra dei trent'anni. In italiano, la canzone è nota col nome di "La Stella d'oriente" ma il testo cambia completamente e tratta della stella di Betlemme anziché del Re Venceslao.

## Testo
Il testo, che si compone di cinque strofe, di otto versi ciascuna, racconta una storiella ambientata in una fredda giornata di Santo Stefano e vede protagonista un certo re (probabilmente Venceslao I), il quale decide di aiutare un povero contadino che sta raccogliendo legna in mezzo alla neve.

Venceslao chiede così al proprio paggio di portargli della carne e del vino da portare a quel pover'uomo:
Good King Wenceslas look'd out,

On the Feast of Stephen; 

When the snow lay round about,

Deep, and crisp, and even:

Brightly shone the moon that night,

Though the frost was cruel,

When a poor man came in sight,

Gath'ring winter fuel.

"Hither, page, and stand by me 

If thou know'st it, telling, 

Yonder peasant, who is he?

Where and what his dwelling?"

"Sire, he lives a good league hence.

Underneath the mountain;

Right against the forest fence,

By Saint Agnes' fountain."

"Bring me flesh, and bring me wine,

Bring me pine-logs hither:

Thou and I will see him dine,

When we bear them thither."

Page and monarch forth they went,

Forth they went together;

Through the rude winds wild lament,

And the bitter weather.

"Sire, the night is darker now,

And the wind blows stronger;

Fails my heart, I know not how,

I can go no longer."

"Mark my footsteps, good my page; 

Tread thou in them boldly;

Thou shalt find the winter's rage

Freeze thy blood less coldly."

In his master's steps he trod,

Where the snow lay dinted;

Heat was in the very sod

Which the saint had printed.

Therefore, Christian men, be sure, / Wherefore, Christian people, know,

Wealth or rank possessing, / Who my lay are hearing,

Ye who now will bless the poor, / He who cheers another's woe

Shall yourselves find blessing. / Shall himself find cheering.